# 上菲爾萊格山
47°20′25″N 11°32′04″E / 47.340248°N 11.534486°E

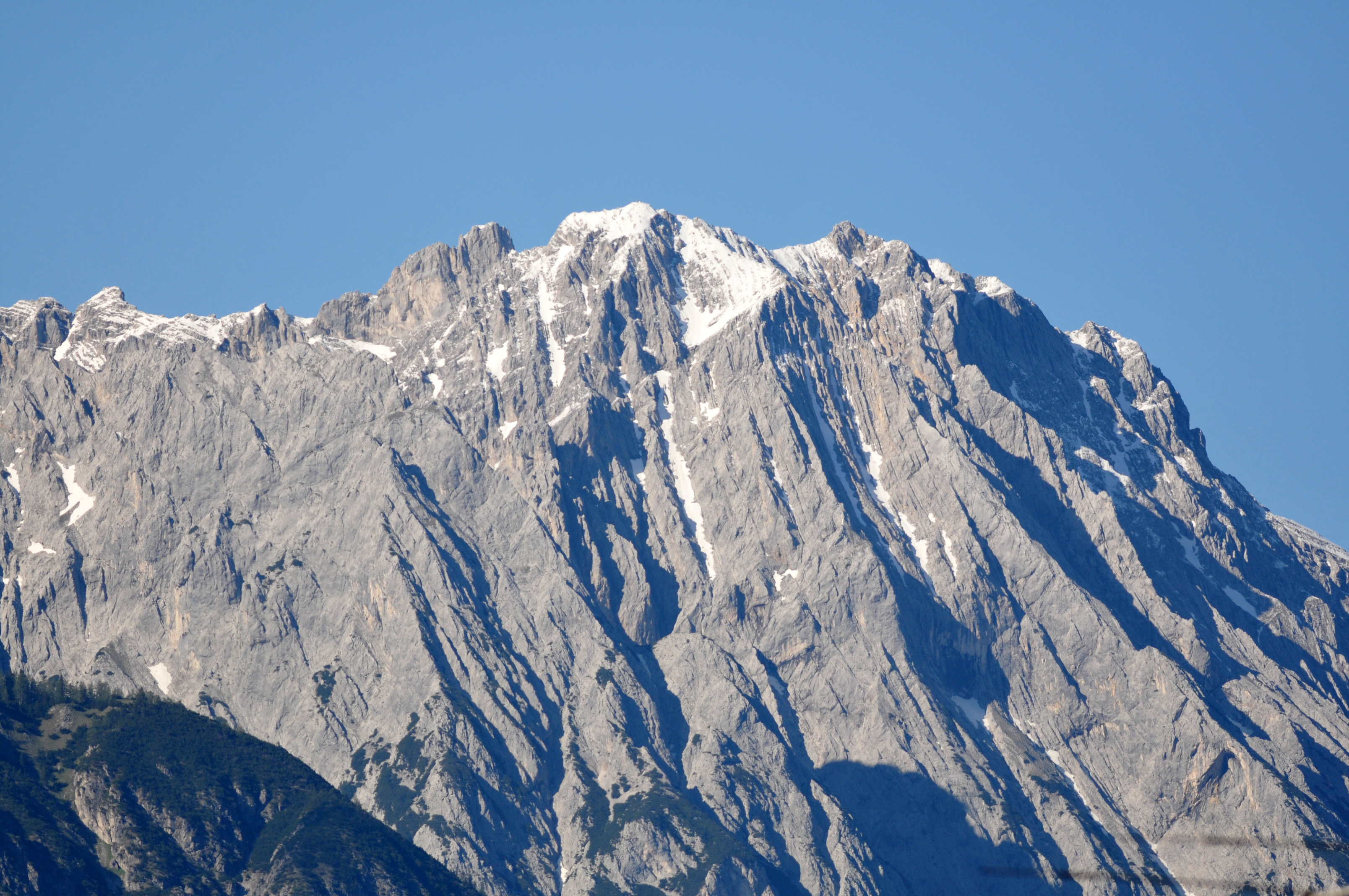

上菲爾萊格山（德語：Hohe Fürleg），是奧地利的山峰，位於該國西部，由蒂羅爾州負責管轄，屬於卡爾文德爾山脈的一部分，距離大貝特爾武爾夫山0.8公里，海拔高度2,570米，人類在1880年首次登頂。